# Schronisko turystyczne „W Murowanej Piwnicy” na Opacznem

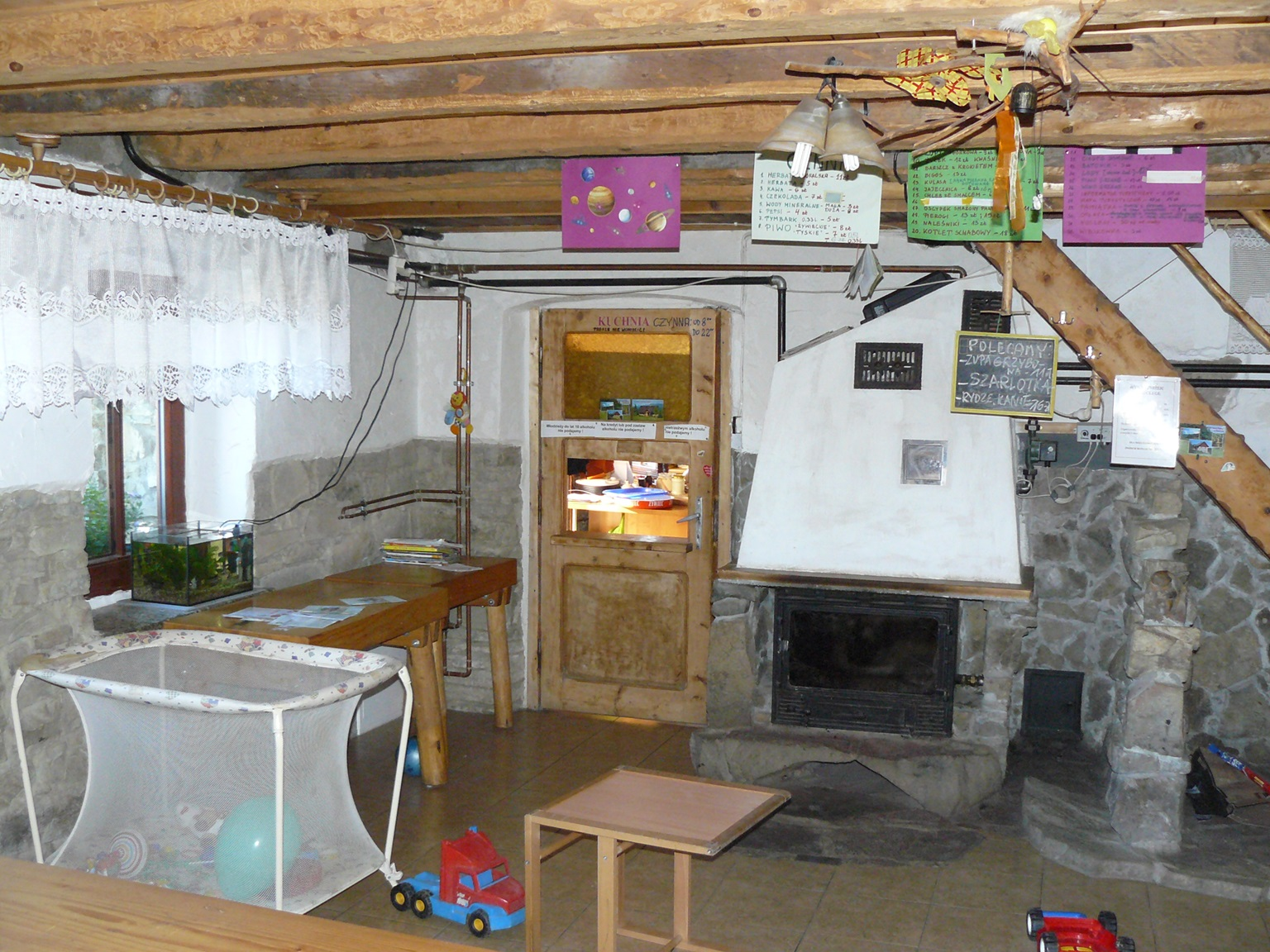
Jadalnia schroniska (2012)

Schronisko turystyczne „W Murowanej Piwnicy” na Opacznem – nieczynne prywatne górskie schronisko turystyczne, położone na południowy zachód od przełęczy Opaczne, w Paśmie Jałowieckim. Według regionalizacji Polski opracowanej przez Jerzego Kondrackiego pasmo to należy do Beskidu Makowskiego. Na mapach i w przewodnikach turystycznych często zaliczane jest do Beskidu Żywieckiego. Znajduje się na wysokości 850 m n.p.m.
Aktualnie (2020) obiekt został wystawiony na sprzedaż.

## Historia
Schronisko mieściło się w pochodzącej z końca XIX wieku murowanej chacie góralskiej. Do 1985 obiekt był domem rodzinnym właściciela i gospodarza schroniska, Stanisława Fronta (zm. 2019). Schronisko rozpoczęło działalność w 1990. Nosiło różne nazwy: Bacówka pod Jałowcem, Na Przełęczy, Ranczo pod Zbójami. Ostatnio występowało pod nazwą W Murowanej Piwnicy, a patronował mu ks. prof. Józef Tischner. Na początku działalności przy schronisku stała elektrownia wiatrowa amatorskiej konstrukcji. Obecnie pozostały po niej betonowe fundamenty.

## Warunki pobytu
Na parterze budynku znajdowały się izby noclegowe dla 20 osób i łazienka, w podpiwniczeniu – kuchnia i jadalnia. Schronisko, jak i cały przysiółek Opaczne do 2010 nie posiadało energii elektrycznej. Po jej podłączeniu schronisko przeszło remont, w wyniku którego wymieniono dach (obecnie jest to tradycyjny góralski gont), okna i drzwi. Schronisko otrzymało również nową łazienkę, wyremontowano też jadalnię i kuchnię.

## Szlaki turystyczne
przełęcz Przysłop – Kiczora – Solniska – przełęcz Kolędówki – Jałowiec – Czerniawa Sucha – Lachów Groń – Koszarawa. Czas przejścia 6 h, ↓ 6.05 h